# Storbjörnbär
Storbjörnbär (Rubus gratus) är en rosväxtart som beskrevs av Wilhelm Olbers Focke. Enligt Catalogue of Life ingår Storbjörnbär i släktet rubusar och familjen rosväxter, men enligt Dyntaxa är tillhörigheten istället släktet rubusar och familjen rosväxter. Arten är reproducerande i Sverige.

## Underarter
Arten delas in i följande underarter:
- R. g. microphyllus
- R. g. holzfussii
- R. g. clethraphilus
- R. g. latifolius